# Gama de cores

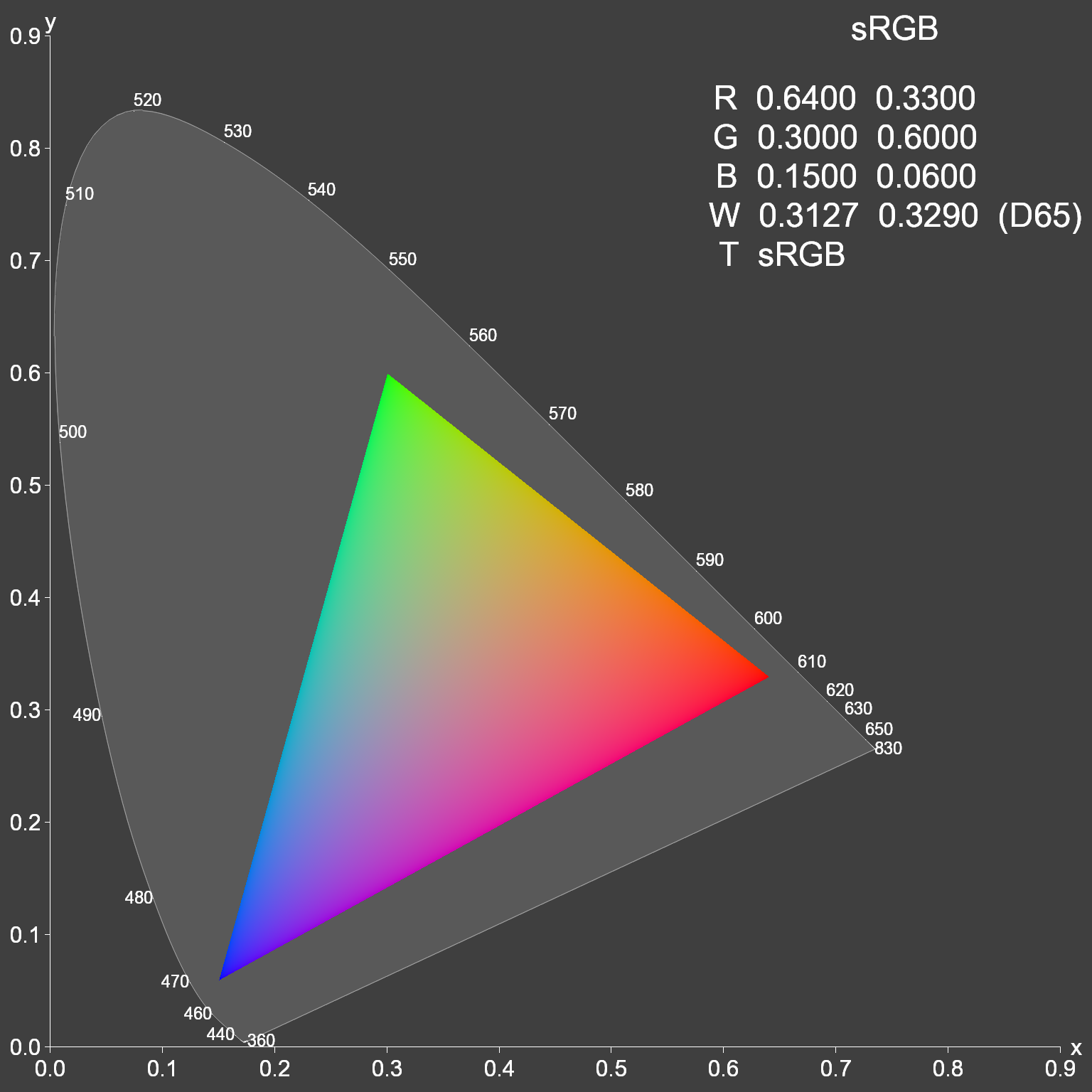
Diagrama cromático em RGB

Gama de cores ou escala de cores, em inglês gamut, é o intervalo de cores que podem ser processadas por algum meio, seja ele um monitor ou uma impressora. Quando a expressão "fora de gama" ou "fora de escala" é utilizada, significa que a cor não pode ser determinada com precisão em algum dispositivo específico.

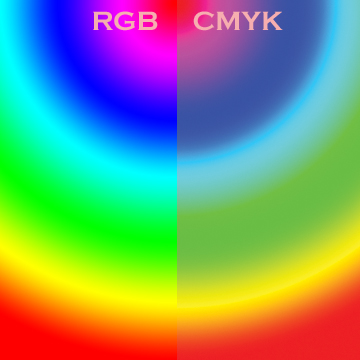
Comparação entre RGB e CMYK

Existem diferentes tipos de padrões de cores, todos trabalham com uma faixa da gama de cores, como RGB, CMYK, HSB, etc.